# Dva chlapi a horká lázeň
Dva chlapi a horká lázeň (v anglickém originále Two Guys Naked in a Hot Tub) je osmý díl třetí řady amerického komediálního animovaného televizního seriálu Městečko South Park. 

## Děj
Randy a Sharon nemůžu najít hlídání, a tak s sebou vezmou i Stana na večírek pro dospělé. Stana umístí do dětského koutku ve sklepě, aby je neotravoval. Mezitím se ATF rozhodne vyhodit večírkový dům do povětří, jelikož si myslí, že se tam sešla sekta, která planuje spáchat sebevraždu. Stan se s ostatními dětmi dostane ze sklepa a uvidí reportáž v televizi o zásahu ATF. Stihnou předat reportérovi zprávu, která sděluje, že se jedná o běžnou párty. ATF omylem vyhodí do povětři 4 okolní baráky a stáhne se.